# Titularbistum Ottana
Ottana ist ein Titularbistum der römisch-katholischen Kirche, das im Oktober 2004 von Papst Johannes Paul II. errichtet wurde. Es geht zurück auf das mittelalterliche Bistum Ottana mit Sitz in der Stadt Ottana (Sardinien), das von 1065 bis 1503 existierte.
| Titularbischöfe von Ottana |                  |                                                  |                  |                   |
| Nr.                        | Name             | Amt                                              | von              | bis               |
| 1                          | Lorenzo Ghizzoni | Weihbischof in Reggio Emilia-Guastalla (Italien) | 17. Februar 2006 | 17. November 2012 |
| 2                          | Piotr Sawczuk    | Weihbischof in Siedlce (Polen)                   | 19. Januar 2013  | 17. Juni 2019     |
| 3                          | Efren Esmilla    | Weihbischof in Philadelphia (USA)                | 8. Dezember 2023 |                   |